# Пезаро
Пезаро (італ. Pesaro) — місто та муніципалітет в Італії, у регіоні Марке, столиця провінції Пезаро та Урбіно. Порт на березі Адріатичного моря. Батьківщина композитора Россіні.
Пезаро розміщене на відстані близько 230 км на північ від Рима, 60 км на північний захід від Анкони, 31 км на північний схід від Урбіно.
Населення — 94 604 особи (2014). Щорічний фестиваль відбувається 24 вересня. Покровитель — San Terenzio.

## Промисловість
Хімічна, швейна промисловість, виробництво кераміки, мотоциклів, меблів. 

## Демографія
Населення за роками:

Станом на 1 січня 2023 року в муніципалітеті офіційно проживало 7535 іноземців з 121 країни, серед них 2034 громадяни країн Євросоюзу та 676 громадян України.

## Клімат
| PESARO                        | Місяці | Місяці | Місяці | Місяці | Місяці | Місяці | Місяці | Місяці | Місяці | Місяці | Місяці | Місяці | Пора | Пора | Пора | Пора | Рік  |
| PESARO                        | Січ    | Лют    | Бер    | Кві    | Тра    | Чер    | Лип    | Сер    | Вер    | Жов    | Лис    | Гру    | Зим  | Вес  | Літ  | Осі  | Рік  |
| ----------------------------- | ------ | ------ | ------ | ------ | ------ | ------ | ------ | ------ | ------ | ------ | ------ | ------ | ---- | ---- | ---- | ---- | ---- |
| Темп. макс. (°C)              | 6.8    | 8.7    | 12.4   | 16.5   | 20.8   | 25.0   | 27.7   | 27.1   | 23.5   | 18.4   | 12.8   | 8.5    | 8    | 16.6 | 26.6 | 18.2 | 17.4 |
| Темп. мін. (°C)               | 0.9    | 1.9    | 4.6    | 7.9    | 11.8   | 15.7   | 18.0   | 17.8   | 15.0   | 10.9   | 6.5    | 2.6    | 1.8  | 8.1  | 17.2 | 10.8 | 9.5  |
| Опади (мм)                    | 60     | 51     | 52     | 60     | 60     | 53     | 40     | 47     | 77     | 91     | 83     | 68     | 179  | 172  | 140  | 251  | 742  |
| Дні опадів (≥ 1 мм)           | 8      | 7      | 8      | 9      | 8      | 6      | 4      | 5      | 7      | 9      | 9      | 9      | 24   | 25   | 15   | 25   | 89   |
| Абсолютна геліофанія (години) | 2.1    | 2.9    | 4.3    | 6.2    | 7.8    | 8.4    | 10.0   | 9.0    | 6.9    | 4.9    | 2.8    | 2.2    | 2.4  | 6.1  | 9.1  | 4.9  | 5.6  |
| Роза вітрів (Вузлів)          | W 3.7  | N 3.6  | N 3.4  | NE 3.2 | E 2.9  | E 2.9  | E 3.0  | NE 3.0 | NE 3.1 | NE 3.2 | W 3.4  | W 3.6  | 3.6  | 3.2  | 3    | 3.2  | 3.3  |

## Уродженці
- Гвідобальдо дель Монте (1545 — 1607) — італійський математик, астроном, філософ, механік
- Джоаккіно Россіні (1796—1868) — італійський композитор
- Дзеффіро Фур'яссі (*1923 — †1974) — відомий у минулому італійський футболіст, захисник, згодом — футбольний тренер
- Ріц Ортолані (1926—2014) — італійський композитор
- Анна Марія Альбергетті (1936) — італійська акторка і оперна співачка.

## Сусідні муніципалітети
- Фано
- Габічче-Маре
- Градара
- Момбароччо
- Монтечиккардо
- Монтелаббате
- Валлефолья
- Тавуллія